# Ratpenat orellut brasiler
El ratpenat orellut brasiler (Micronycteris megalotis) és una espècie de ratpenat que viu a Sud-amèrica, a Colòmbia, Veneçuela, Guyana, la Guaiana Francesa, Surinam, l'Equador, el Perú, el Brasil, Bolívia, Argentina, el Paraguai i Trinitat i Tobago.